# Sörvikstjärnen, Medelpad
Sörvikstjärnen är en sjö i Sundsvalls kommun i Medelpad och ingår i Indalsälvens huvudavrinningsområde. Sjön har en area på 0,0522 kvadratkilometer och ligger 177,5 meter över havet. Sjön avvattnas av vattendraget Aspån.

## Delavrinningsområde
Sörvikstjärnen ingår i det delavrinningsområde (694248-157378) som SMHI kallar för Ovan Stenbitbäcken. Medelhöjden är 212 meter över havet och ytan är 13,89 kvadratkilometer. Det finns inga avrinningsområden uppströms utan avrinningsområdet är högsta punkten. Aspån som avvattnar avrinningsområdet har biflödesordning 3, vilket innebär att vattnet flödar genom totalt 3 vattendrag innan det når havet efter 15 kilometer. Avrinningsområdet består mestadels av skog (78 procent). Avrinningsområdet har 1,26 kvadratkilometer vattenytor vilket ger det en sjöprocent på 9,1 procent.